# Carlos Barral

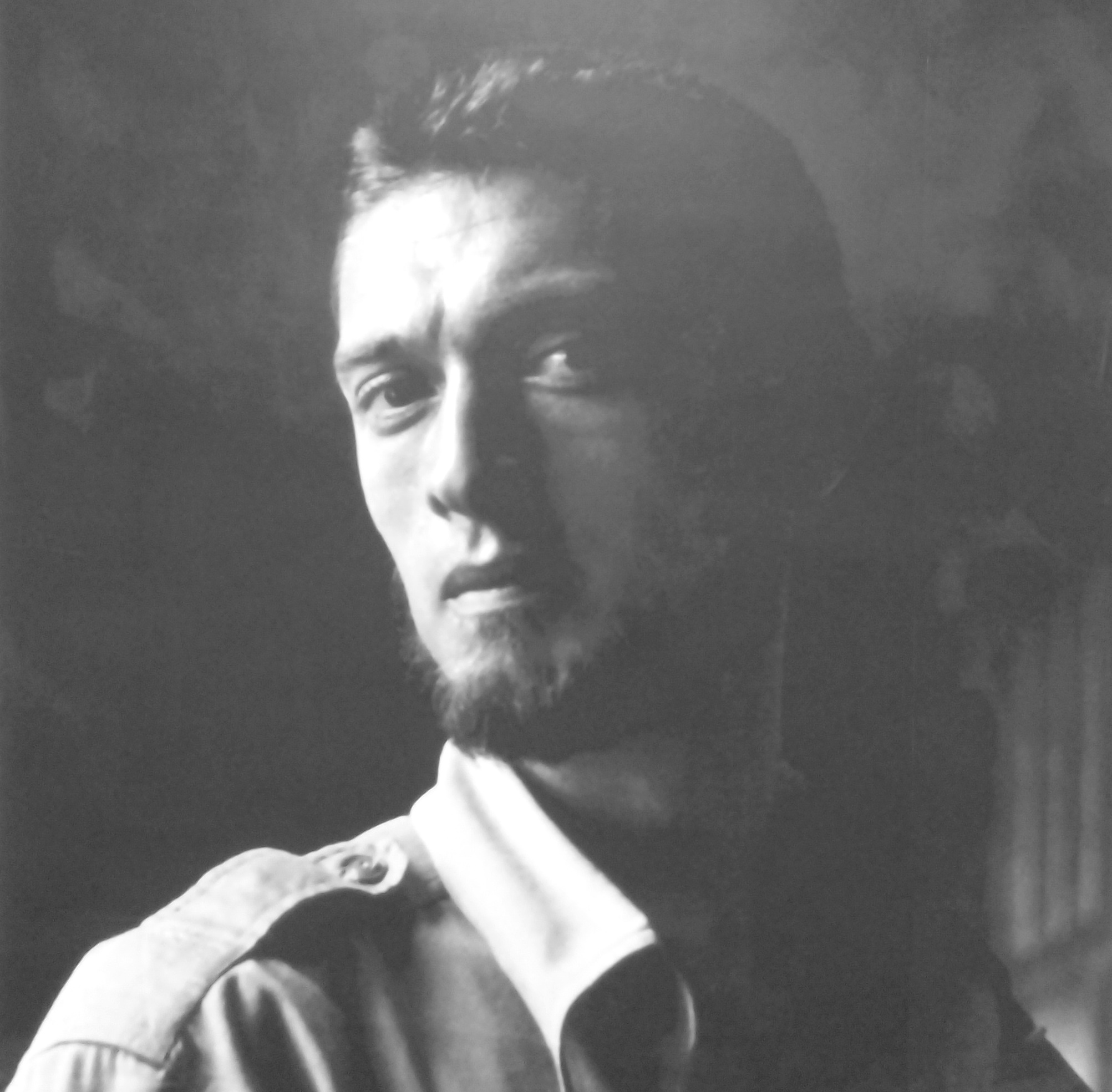
Carlos Barral

Carlos Barral y Agesta (geboren 2. Juni 1928 in Barcelona; gestorben 12. Dezember 1989 ebenda) war ein spanischer Dichter, Verleger und Memorialist. Er gehörte zur Generation der 50er Jahre und darin zur Lyrikergruppe von Barcelona (Escuela de Barcelona), in der er mit Jaime Gil de Biedma und José Agustín Goytisolo das führende Dreigestirn bildete. Als Leiter des barcelonesischen Verlags Seix y Barral trug er entscheidend zum Aufleben der spanischen literarischen Szene in den 50er und 60er Jahren und zur kulturellen und politischen Umwälzung der Transición nach Francos Tod (1975) bei. „Barral lehrte uns das Lesen, und dann wie man seine Lektüre wählt“, schrieb Rafael Conte.

## Leben

### Kindheit, Jugend, Studium (1928–1950)
Carlos Barral wuchs in einer bürgerlich-konservativen Familie in Barcelona auf. Sein Vater war Mitbesitzer des Verlags Seix y Barral, seine Mutter stammte aus dem Baskenland und hatte ihre Kindheit in Argentinien verbracht. Barral war noch ein Kind, als sein Vater bei Ausbruch des Bürgerkrieges im Sommer 1936 in Sorge um das Schicksal seiner Familie und seines Geschäfts einem Herzversagen erlag. Nach dem Krieg, den er in eigenen Worten als einen „hortus libertatis“ – einen Garten der Freiheit – erlebte, ging er zu den Jesuiten in die Schule. Dort lernte er Latein und entdeckte sein Interesse für die Literatur. Doch erst in der Universität Barcelona, an der er von 1945 bis 1950 Jura studierte, wurde aus dem Interesse eine Leidenschaft, die er mit Gleichgesinnten, wie den angehenden Dichtern Jaime Gil de Biedma, Alfredo Costafreda oder Gabriel Ferrater, teilte. In langen Gesprächen mit ihnen und anderen politisch bewussteren Freunden, darunter der spätere Kritiker Josep Maria Castellet und der marxistische Philosoph Manuel Sacristán, erwachte auch sein politisches Bewusstsein. Nach Abschluss des Studiums reiste Barral im Sommer 1950 mit Studenten der Universität Barcelona zum ersten Mal ins Ausland nach Deutschland und Frankreich. In Heidelberg verbesserte der begeisterte Leser Rilkes sein während der Schuljahre gelerntes Deutsch und reiste per Anhalter weit im noch trümmerreichen Westdeutschland herum. Auf der Rückfahrt nach Barcelona machte der Mallarmé-Anhänger in Straßburg und Avignon Station, um seine Frankreich-Vorstellung mit der Realität zu vergleichen.

### Der VerlagSeix y Barral(1950–1969)
Barral trat im Herbst 1950 in das väterliche Geschäft ein. In Einverständnis mit dem zweiten, beinahe gleichaltrigen Firmeninhaber, Victor Seix, machte er sich daran, den soliden, aber schwerfälligen, auf Schul- und Kinderbücher, pädagogische Werke, populär-wissenschaftliche Broschüren eingestellten Verlag, auf einen eindeutig belletristischen Kurs zu bringen. Dies brauchte einige Jahre, in denen Barral Yvonne Hortet heiratete (1954) und an seinen Gedichten arbeitete, dann aber vollzog sich die Verwandlung biltzartig. Der 1957 zum ersten Mal vergebene Premio Biblioteca Breve brachte den Verlag Seix y Barral in die vorderste Linie des literarischen Lebens Spaniens. Im selben Jahr kam Barrals epochaler Gedichtband Metropolitano heraus. Der Biblioteca Breve lancierte die jüngeren Vertreter des sozialen Realismus der 50er Jahre, darunter Luis Goytisolo, Juan García Hortelano und Juan Marsé. Er stellte auch Außenseiter wie Juan Benet ins Rampenlicht und brachte die in den 60er Jahren aufblühende Literatur Südamerikas – den sogenannten südamerikanischen Boom – nach Spanien und Europa. Der zusammen mit Verlegern wie Rowohlt, Gallimard, Einaudi oder Weidenfeld 1959 gestiftete Prix Formentor für Literatur gab Barral internationales Ansehen. Dies führte jedoch zu steigenden Spannungen mit dem immer wachsamen Franco-Regime, das in Barral einen Exponenten der intellektuellen Opposition sah. Er musste daraufhin die Leitung des Verlags vorübergehend niederlegen und sich außer Landes begeben. Nach seiner Rückkehr aus Mexiko war er sich seiner Verantwortung als „Verleger der Linken“ und seiner gefährdeten Stellung bewusst und wurde vorsichtiger. Dennoch eskalierte die Situation, nicht zuletzt durch die im Spanien der ausgehenden 60er Jahre herrschende politische Atmosphäre. Der Tod des treuen Geschäftspartners Victor Seix, der 1967 während der Frankfurter Buchmesse einem Straßenbahnunfall zum Opfer fiel, lieferte Barral den Angriffen der anderen Firmeninhaber aus, die die Politisierung des Verlages ablehnten und um das Fortleben des Geschäfts bangten. Der unvermeidliche Bruch erfolgte 1969 auf dem Gerichtsweg und in unversöhnlicher Weise.

### Der VerlagBarral Editoresund die 70er-80er Jahre
Allein auf sich gestellt baute Barral mit alten Mitarbeitern, die zu ihm gehalten hatten, einen neuen Verlag auf: Barral Editores, der 1970 mit einer Anthologie La centena des mexikanischen Dichters Octavio Paz startete. „Die Anfänge waren gut“, schrieb Barral im dritten Band seiner Erinnerungen. In der Tat stellte der Verlag in kurzer Zeit einen beachtlichen Katalog zusammen, vergab einen neuen literarischen Preis, den Premio Barral, der dem Premio Biblioteca Breve an Zugkraft nicht nachstand, und trug aktiv zum kulturellen und politischen Umbruch der ausgehenden Diktatur bei. In den Jahren nach Francos Tod (1975) jedoch brach Barral gesundheitlich zusammen. Er musste sich verschiedenen Operationen unterziehen, von denen er sich nicht ganz erholte. Hinzu kamen finanzielle Probleme, die endlich nach langem Kampf zum Verlust des Kleinverlags führten. Barral, der seit 1977 dem katalanischen Flügel der spanischen sozialistischen Partei PSOE angehörte, warf sich trotz seiner prekären Gesundheit in die politische Arena der beginnenden spanischen Demokratie und nahm als Kandidat für Tarragona an den Parlamentswahlen von 1982 teil. Er wurde in den Senat gewählt und stand dort der Comisión de Educación y cultura vor, in der er sich unter anderem für ein modernes, lange fälliges Urhebergesetz einsetzte. Von 1984 bis 1987 war er auch Mitglied des Europäischen Parlaments in Straßburg und vertrat in diesem die PSOE. Neben dieser Tätigkeit schrieb er an dem dritten Band seiner Erinnerungen Cuando las horas veloces und an einem Gedichtband Extravíos, den er nicht vollendete. Barral starb am 12. Dezember 1989 an einem Durchbruch der Schlagader. 
Yvonne Hortet, die Witwe Barrals hütete den literarischen Nachlass ihres Mannes und setzte sich für die Publizierung seiner 1993 posthum erschienenen Tagebücher ein. Sie starb am 10. August 2015 83-jährig in Barcelona.

## Schriften

### Gedichte
- Las aguas reiteradas (1952)
- Metropolitano, Cantalapiedra, Santander 1957
- Diecinueve figuras de mi historia civil, Seix Barral, Barcelona 1961
- Usuras (1965)
- Usuras y figuraciones, Ediciones Inventarios provisionales, Las Palmas de Gran Canaria 1973
- Metropolitano (1975)
- Usuras y figuraciones, Lumen, Barcelona 1979
- Lecciones de cosas. 20 poemas para el nieto Malcolm, Peninsula, Edicions 62, Barcelona 1986
- Antología poética, Carlos Barral, Alianza, Madrid 1989
- Poesía, Hrsg. von Carme Riera, Cátedra, Madrid 1991
- Poesía completa, Lumen, Barcelona 1998

### Erinnerungen, Tagebücher
- Años de penitencia, Alianza, Madrid 1975
- Los años sin excusa, Barral Editores, Barcelona 1978
- Cuando las horas veloces, Tusquets, Barcelona 1988
- Los diarios 1957-1989, Anaya-Mario Muchnik, Madrid 1993

### Prosa
- Penúltimos castigos (Roman), Seix Barral, Barcelona 1983
- Catalunya des del mar – pel car de fora, mit Fotografien von Xavier Miserachs. Reiseberichte, Ed. 62, Barcelona 1982, ISBN 84-297-1917-2.
- Catalunya a vol d´ocell, Edicions 62, Barcelona 1985

### Übersetzungen
- Sonetos a Orfeo (Rainer Maria Rilke,  Sonette an Orpheus), Ediciones Rialp, Madrid 1954.
- El Tercer Reich y los judíos (Leon Poliakov und Josef Wulf, Das Dritte Reich und seine Juden), Seix Barral, Barcelona 1960.
- La vida del Rey Eduardo II de Inglaterra (Marlowe/Brecht, Leben Eduards II ), Centro Dramático Nacional, Madrid 1983 (in Zusammenarbeit mit Jaime Gil de Biedma)
- Du kamst, Vogel, Herz, im Flug : spanische Lyrik der Gegenwart (Gedichte 1950–2000), Suhrkamp, Frankfurt am Main 2004.
- El parque (Marguerite Duras, Le square), Menoscuarto, Palencia 2014

## Bibliografie
- Juan García Hortelano, El grupo poético de los años 50, Taurus, Madrid 1978
- Carme Riera, La Escuela de Barcelona, Anagrama, Barcelona 1988
- Carme Riera La obra poética de Carlos Barral, Peninsula, Barcelona 1990
- Carlos Barral y Jaime Gil de Biedma: poesías, cartas y otros inéditos, in Revista de Occidente, Nr. 110–111, Madrid 1990